# Mongólia nos Jogos Olímpicos de Verão de 2008
A Mongólia participou dos Jogos Olímpicos de Verão de 2008, em Pequim, na China. O país estreou nos Jogos em 1964 e fez sua 11ª apresentação.

## Medalhas
| Atleta                  | Esporte | Evento                      | Medalha |
| ----------------------- | ------- | --------------------------- | ------- |
| Naidangiin Tüvshinbayar | Judô    | Até 100 kg masculino        | Ouro    |
| Enkhbatyn Badar-Uugan   | Boxe    | Peso galo                   | Ouro    |
| Otryadyn Gündegmaa      | Tiro    | Pistola livre 25 m feminino | Prata   |
| Pürevdorjiin Serdamba   | Boxe    | Peso mosca-ligeiro          | Prata   |

## Desempenho

### Atletismo
| Atleta                  | Prova              | Elim. | Elim. | 1/4 de final | 1/4 de final | Semifinal   | Semifinal   | Final       | Final       |
| Atleta                  | Prova              | Res.  | Pos.  | Res.         | Pos.         | Res.        | Pos.        | Res.        | Pos.        |
| ----------------------- | ------------------ | ----- | ----- | ------------ | ------------ | ----------- | ----------- | ----------- | ----------- |
| Batgereliin Möngöntuyaa | 400 m feminino     | 58.14 | 47    |              |              | Não avançou | Não avançou | Não avançou | Não avançou |
| Bat-Ochiryn Ser-Od      | Maratona masculina |       |       |              |              |             |             | 2:24:19     | 52          |

### Boxe
| Atleta                     | Peso               | 1/16 de final          | 1/8 de final            | 1/4 de final             | Semifinais              | Final                  | Pos.             |             |
| Atleta                     | Peso               | Adversário e resultado | Adversário e resultado  | Adversário e resultado   | Adversário e resultado  | Adversário e resultado | Pos.             |             |
| -------------------------- | ------------------ | ---------------------- | ----------------------- | ------------------------ | ----------------------- | ---------------------- | ---------------- | ----------- |
| Pürevdorjiin Serdamba      | Mosca-ligeiro      | UGA R. Serugo V 9-5    | USA L. Yáñez V 8-7      | THA A. Ruenroeng V 5-2   | CUB Y. Hernández V +8-8 | CHN Zou S. D RET       | Medalha de prata |             |
| Enkhbatyn Badar-Uugan      | Galo               | MEX O. Valdez V 15-4   | IRL J. J. Nevin V 9-2   | BOT K. Ikgopoleng V 15-2 | MDA V. Gojan V 15-2     | CUB Y. León V 16-5     | Medalha de ouro  |             |
| Zorigtbaataryn Enkhzorig   | Pena               | MAR M. Ouatine V 10-1  | CUB I. Torriente D 10-9 | Não avançou              | Não avançou             | Não avançou            | Não avançou      |             |
| Uranchimegiin Mönkh-Erdene | Meio-médio-ligeiro | ZAM H. Bwalya V 12-8   | BUL B. Georgiev V 10-3  | FRA A. Vastine D 12-4    | Não avançou             | Não avançou            | Não avançou      | Não avançou |

### Judô
| Atleta                      | Categoria         | Preliminar                     | 1/16 de final                  | 1/8 de final                   | 1/4 de final                | Semifinais                   | Repescagem 1ª fase               | Repescagem 2ª fase            | Repescagem Semifinais         | Final                      | Pos.                       |
| Atleta                      | Categoria         | Adversário e resultado         | Adversário e resultado         | Adversário e resultado         | Adversário e resultado      | Adversário e resultado       | Adversário e resultado           | Adversário e resultado        | Adversário e resultado        | Adversário e resultado     | Pos.                       |
| --------------------------- | ----------------- | ------------------------------ | ------------------------------ | ------------------------------ | --------------------------- | ---------------------------- | -------------------------------- | ----------------------------- | ----------------------------- | -------------------------- | -------------------------- |
| Khashbaataryn Tsagaanbaatar | −60 kg masculino  |                                | ISR G. Yekutiel D 0000-0001    | Não avançou                    | Não avançou                 | Não avançou                  | Não avançou                      | Não avançou                   | Não avançou                   | Não avançou                | Não avançou                |
| Gantömöriin Dashdavaa       | −73 kg masculino  |                                | USA R. Reser V 0111-0100       | POL K. Wiłkomirski V 0012-0010 | IRI A. Maloumat D 0010-1100 | Não avançou                  |                                  | JPN Kanamaru D 0000-0100      | Não avançou                   | Não avançou                | Não avançou                |
| Damdinsürengiin Nyamkhüü    | −81 kg masculino  |                                | NED G. Elmont D 0000-0001      | Não avançou                    | Não avançou                 | Não avançou                  | ITA G. Maddaloni V 1000-0000     | MNE S. Mrvaljević V 1002-0000 | POL R. Krawczyk V 1010-0001   | UKR R. Gontiuk D 0100-0110 | UKR R. Gontiuk D 0100-0110 |
| Naidangiin Tüvshinbayar     | −100 kg masculino | JPN K. Suzuki V 1000-0000      | VEN A. Rosales V 1000-0001     | GER B. Behrla V 0021-0001      | KOR Jang S-H. V 0011-0010   | AZE M. Miraliyev V 0010-0000 |                                  |                               |                               | KAZ Z. Askhat V 0120-0001  | Medalha de ouro            |
| Makhgalyn Bayarjavkhlan     | +100 kg masculino | POL J. Wojnarowicz D 0000-1000 | Não avançou                    | Não avançou                    | Não avançou                 | Não avançou                  | Não avançou                      | Não avançou                   | Não avançou                   | Não avançou                | Não avançou                |
| Mönkhbaataryn Bundmaa       | -52 kg feminino   |                                | ESP A. Carrascosa D 0000-0100  | Não avançou                    | Não avançou                 | Não avançou                  | Não avançou                      | Não avançou                   | Não avançou                   | Não avançou                | Não avançou                |
| Khishigbatyn Erdenet-Od     | -57 kg feminino   |                                |                                | ITA G. Quintavalle D 0001-1010 | Não avançou                 | Não avançou                  | Não avançou                      | Não avançou                   | Não avançou                   | Não avançou                | Não avançou                |
| Tümen-Odyn Battögs          | -63 kg feminino   |                                |                                | GER A. von Harnier D 0000-1001 | Não avançou                 | Não avançou                  | Não avançou                      | Não avançou                   | Não avançou                   | Não avançou                | Não avançou                |
| Pürevjargalyn Lkhamdegd     | -78 kg feminino   |                                |                                | CHN Yang X. D 0000-10211       | Não avançou                 | Não avançou                  | MNE E. Proskurakova V 0230-00001 | CAN M. Levesque V 0110-01012  | BRA E. Silva D 00101-11312    | Não avançou                | Não avançou                |
| Dorjgotovyn Tserenkhand     | +78 kg feminino   |                                | NED C. Uilenhoed V 00101-00012 | SLO L. Polavder D 1100-0000    | Não avançou                 | Não avançou                  | Não avançou                      | Não avançou                   | FRA A-S. Mondière V 1000-0000 | CUB I. Ortíz D 1000-0000   | CUB I. Ortíz D 1000-0000   |

### Lutas
Livre masculino
| Atleta                  | Categoria        | Qual.                        | 1/8 de final                | 1/4 de final           | Semifinais             | Repescagem 1ª fase     | Repescagem 2ª fase     | Final                  |             |
| Atleta                  | Categoria        | Adversário e resultado       | Adversário e resultado      | Adversário e resultado | Adversário e resultado | Adversário e resultado | Adversário e resultado | Adversário e resultado |             |
| ----------------------- | ---------------- | ---------------------------- | --------------------------- | ---------------------- | ---------------------- | ---------------------- | ---------------------- | ---------------------- | ----------- |
| Bayaraagiin Naranbaatar | −55 kg masculino |                              | RUS Kudukhov D 0-1, 0-1     | Não avançou            | Não avançou            | Não avançou            | Não avançou            | Não avançou            | Não avançou |
| Buyanjavyn Batzorig     | −66 kg masculino | RSA Barnes V 2-1, 7-1        | RUS Farniev D 1-0, 0-2, 2-3 | Não avançou            | Não avançou            | Não avançou            | Não avançou            | Não avançou            | Não avançou |
| Chagnaadorjiin Ganzorig | −84 kg masculino | AZE Temrezov D 0-3, 1-0, 0-3 | Não avançou                 | Não avançou            | Não avançou            | Não avançou            | Não avançou            | Não avançou            | Não avançou |
| Tsogtbazaryn Enkhjargal | −48 kg feminino  |                              | UKR Merleni F               | Não avançou            | Não avançou            | Não avançou            | Não avançou            | Não avançou            |             |
| Naidangiin Otgonjargal  | −55 kg feminino  |                              | CAN Verbeek D 0-3, 0-4      | Não avançou            | Não avançou            | Não avançou            | Não avançou            | Não avançou            |             |
| Badrakhyn Odonchimeg    | −63 kg feminino  | CHN Xu D 3-5, 0-4            | Não avançou                 | Não avançou            | Não avançou            | Não avançou            | Não avançou            | Não avançou            |             |

### Halterofilismo
Feminino
| Atleta                  | Prova  | Arranque | Arranque | Arremesso | Arremesso | Total | Pos. |
| Atleta                  | Prova  | Res.     | Pos.     | Res.      | Pos.      | Total | Pos. |
| ----------------------- | ------ | -------- | -------- | --------- | --------- | ----- | ---- |
| Namkhaidorjiin Bayarmaa | -63 kg | 90       | 12       | 123       | 7         | 213   | 10   |

### Natação
| Atleta                     | Prova                | Elim.   | Elim. | Semifinal   | Semifinal   | Final       | Final       |
| Atleta                     | Prova                | Tempo   | Pos.  | Tempo       | Pos.        | Tempo       | Pos.        |
| -------------------------- | -------------------- | ------- | ----- | ----------- | ----------- | ----------- | ----------- |
| Boldbaataryn Bütekh-Uils   | 100 m peito feminino | 1:10.80 | 60    | Não avançou | Não avançou | Não avançou | Não avançou |
| Dashtserengiin Saintsetseg | 50 m livre feminino  | 29.63   | 67    | Não avançou | Não avançou | Não avançou | Não avançou |

### Tiro
Feminino
| Atleta                 | Prova                  | Qual.  | Qual. | Final       | Final       | Pos.             |
| Atleta                 | Prova                  | Escore | Pos.  | Escore      | Total       | Pos.             |
| ---------------------- | ---------------------- | ------ | ----- | ----------- | ----------- | ---------------- |
| Zorigtyn Batkhuyag     | Carabina de ar 10 m    | 394    | 22    | Não avançou | Não avançou | 22               |
| Zorigtyn Batkhuyag     | Carabina três posições | 570    | 33    | Não avançou | Não avançou | 33               |
| Otryadyn Gündegmaa     | Pistola de ar 10 m     | 382    | 12    | Não avançou | Não avançou | 12               |
| Otryadyn Gündegmaa     | Pistola livre 25 m     | 590    | 1 Q   | 202.2       | 792.2       | Medalha de prata |
| Tsogbadrakhyn Mönkhzul | Pistola de ar 10 m     | 387    | 3 Q   | 92.6        | 479.6       | 8                |
| Tsogbadrakhyn Mönkhzul | Pistola livre 25 m     | 581    | 12    | Não avançou | Não avançou | 12               |